# 郝晉
郝晉（？—？），字康仲，號昆岳，山東棲霞縣艾山郝家楼人。明末清初御史。

## 生平
少年讀書於艾山庵，崇禎元年（1628年）進士，任四川巴縣知縣，歷任四川道、山西道監察御史，官至刑部左侍郎。崇禎十七年（1644年），李自成陷北京，郝晉回故里，自號孟山隱。不久仕清，順治二年（1645年），任保定巡撫，後升兵部侍郎兼都察院副都御史。